# Pharsoreichertella hamifera
Pharsoreichertella hamifera is een muggensoort uit de familie van de Scatopsidae. De wetenschappelijke naam van de soort is voor het eerst geldig gepubliceerd in 1909 door Strobl.